# David Lockhart
David Lockhart ( * ? - 1846 ) fue un botánico escocés, que llegó a Jardinero Botánico de la colonia británica de Trinidad (actual Trinidad y Tobago) de 1818 hasta su fallecimiento en 1846.
En 1816 fue explorador, en la Expedición de Tuckey al Congo, como asistente naturalista. A Kew Gardens envió ya de manera masiva entre 1823 a 1825 un considerable número de especies recibidos de Trinidad, enviados por Lockhart.

## Honores

### Epónimos
- (Orchidaceae) Lockhartia Hook.[1]

- La abreviatura «Lockh.» se emplea para indicar a David Lockhart como autoridad en la descripción y clasificación científica de los vegetales.[2]